# Haliclona minima
Haliclona minima är en svampdjursart som först beskrevs av Lendenfeld 1887.  Haliclona minima ingår i släktet Haliclona och familjen Chalinidae. Inga underarter finns listade i Catalogue of Life.